# سحر (بازیگر)
سحر (زاده ۴ اردیبهشت ۱۳۳۴ – درگذشته ۶ اردیبهشت ۱۳۸۱) هنرپیشه سابق سینما اهل ایران که از سال ۱۳۵۲ تا ۱۳۵۶ در زمینه بازیگری فعالیت می‌کرد.

## فیلم‌شناسی

### سینما
1. تازه عروس (۱۳۵۶)
2. صبح خاکستر (۱۳۵۶)
3. هزار بار مردن (۱۳۵۶)
4. راز (۱۳۵۵)
5. وقتی که آسمان بشکافد (۱۳۵۵)
6. خوشگلا عوضی گرفتین (۱۳۵۳)
7. ماجراجویان خشن (۱۳۵۳)
8. آقا رضای گل (۱۳۵۳)

### تلویزیون
1. میان‌پرده تلویزیونی ببخشید (۱۳۵۶)[۱]